# Tadeusz Balicki

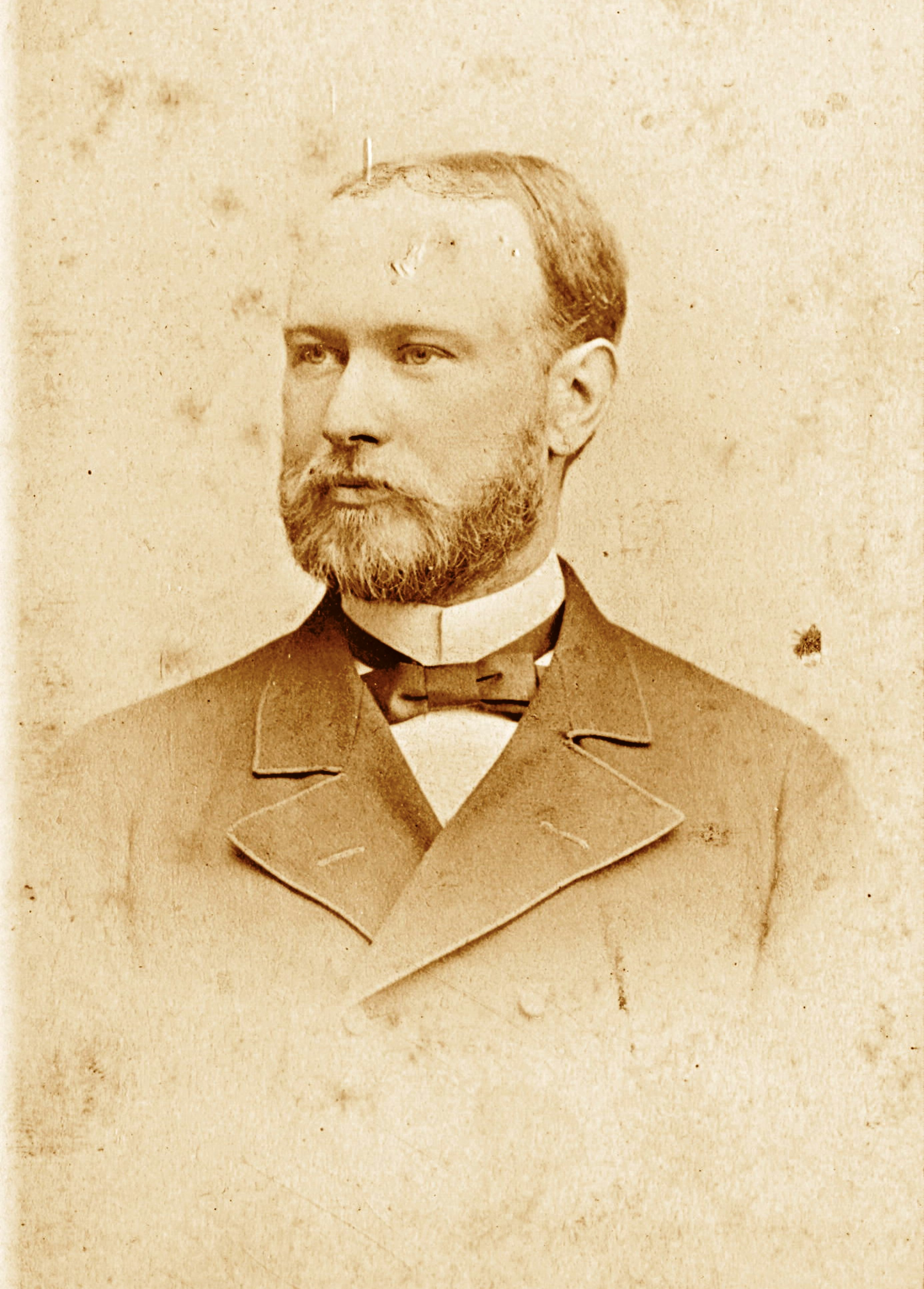

Tadeusz Michał Sylwiusz Balicki pseudonim „Lasota”, „B.A. Licki” (ur. 20 sierpnia 1857 w Lublinie, zm. 10 sierpnia 1921) – inżynier komunikacji, socjolog. Syn Seweryna Tomasza Balickiego (ur. 1819 w Krynicach pow. Hrubieszowski), urzędnika Towarzystwa Kredytowego Ziemskiego i Karoliny Gruszczyńskiej (1818–1900), brat Zygmunta (1858–1916), działacza i teoretyka polskiego nacjonalizmu, jednego z przywódców Narodowej Demokracji.

## Życiorys
Wraz z bratem Zygmuntem student Politechniki Petersburskiej i działacz Gminy Socjalistów Polskich w Petersburgu (1879). Od roku 1880 w Warszawie, dokąd udał się z bratem w celu odbudowania ruchu socjalistycznego, rozbitego przez aresztowania. Jeden z założycieli Gminy Socjalistów Polskich w Warszawie, prowadził działalność w kółkach robotniczych, a jednocześnie pracował jako inżynier w Lublinie. Aresztowany 1881, wyrokiem administracyjnym zesłany za działalność socjalistyczną 13 stycznia 1882 r. na okres 5 lat do zachodniej Syberii. Mając wyrok 5 letni, pozostał na Syberii 9 lat, pracując cztery lata jako człowiek wolny. Mieszkał z żoną Felicją w Jenisiejsku i Krasnojarsku, a potem w stolicy Zachodniej Syberii – Tomsku. Pracował jako wysokiej klasy specjalista budownictwa wodnego, badał możliwości regulacji wielkich rzek syberyjskich i budowy kanału łączącego Ob i Jenisej, członek zarządu budowy kanału. Odbywał kilkutygodniowe wyprawy w tajgę wraz z grupą pomocników i robotników, którymi byli w większości Buriaci, Samojedzi i Czukcze. Obszerne listy z wypraw adresowane do żony spłonęły w sierpniu 1944. Fotografie, przekazane w roku 1960 do zbiorów publicznych, zaginęły.
Mając zakaz powrotu do Królestwa, osiedlił się ok. 1890 r. w Petersburgu, gdzie zaprzyjaźnił się ze Stefanią Sempołowską. W roku 1895 wrócił do Warszawy, przed rokiem 1898 zamieszkał w mieszkaniu przy ul. Hożej 19, róg Kruczej. Pracował w magistracie jako inżynier ds. budownictwa wodnego. Zajmował się regulacją Wisły, projektował budowę Wału Miedzeszyńskiego oraz Wybrzeża Kościuszkowskiego. Projektował również przyczółki i filary Mostu Poniatowskiego. W Towarzystwie Higienicznym przedstawił projekt „ogrodów i placów dla dzieci miejskich”.
Zostawił obszerną pracę o rozmieszczeniu, charakterze i historii wydobycia złota na Syberii pt. „Kopalnie złota w Syberyi i ich warunki życiowe” (Wędrowiec, 1885, nr 22 – 28). Autor książki pt. „Narodowość nowoczesna. Studium socjologiczne” (Księgarnia K. Grendyszyńskiego Petersburg 1896) opublikowanej pod pseudonimem B. A. Licki, wznowionej w Warszawie pod nazwiskiem autora i zmienionym tytułem „Szkice o Narodowości” (Gebethner i Wolf 1898), która wzbudziła szerokie zainteresowanie w środowisku naukowym. Autor dowodził, że naród współczesny jest wytworem rozwoju kapitalizmu. Przeciwstawiał się etnicznemu ujęciu narodu Zygmunta Balickiego.
Podobnie jak brat Zygmunt odszedł od organizacji socjalistycznych, nie przeszedł jednak na pozycje nacjonalizmu. Związany z Ligą Polską, nie zaakceptował przeobrażenia jej w Ligę Narodową (1893), żądając od jej głównego założyciela Zygmunta Miłkowskiego sądu nad Romanem Dmowskim za złamanie przysięgi posłuszeństwa złożonej przy przystępowaniu do Ligi Polskiej. W okresie rewolucji 1905 roku należał w Warszawie do założycieli tzw. Postępowej Demokracji (25 XI 1906), przyczynił się do tego, że Postępowa Demokracja zawarła sojusz z PPS, jednak odsunął się od partii, gdy zbliżyła się do endecji.
Żonaty z Felicją z Gruszczyńskich (1860-1944), ojciec Zygmunta (1888–1959), inżyniera kolejowego, kierownika budowy pierwszego osiedla robotniczego na Kole, więźnia Oświęcimia, wiceministra komunikacji (1946–1956), Jana (1890 – 1963), majora Wojska Polskiego, zmarłego na emigracji, oraz Zofii (1898-1974), dr historii, bibliotekarki Biblioteki Narodowej oraz Biblioteki Publicznej M. Stoł. Warszawy.